# Benassay
Benassay est une commune du Centre-Ouest de la France, située dans le département de la Vienne  en région Nouvelle-Aquitaine. Le 1er janvier 2019, elle devient une commune déléguée de Boivre-la-Vallée.
Ses habitants sont appelés les Benasséens.

## Géographie

### Localisation
Benassay est située à 25 km à l'ouest de Poitiers, à la limite du département des Deux-Sèvres. Elle s'étend sur 4 250 ha.

### Communes limitrophes
| Vasles     | Latillé           | Montreuil-Bonnin      |
| Les Forges | Benassay          | Lavausseau            |
| Sanxay     | Nesdes (Benassay) | La Chapelle-Montreuil |

### Géologie et relief
La région de Benassay présente un paysage de plaines vallonnées plus ou moins boisées et de bocages. Le terroir se compose :
- de Bornais (ce sont des sols brun clair sur limons, profonds et humides, à tendance siliceuse) (pour 83 %) et d'argile à silex peu profonde (pour 9 %) sur les plateaux du Seuil du Poitou ;
- de calcaires (pour 3 %) dans les vallées étroites et encaissées et les terrasses alluviales ;
- de sols sur granite rose (pour 5 %) sur les collines et les plateaux des massifs anciens.

### Hydrographie
La commune est traversée par la Boivre sur une longueur de 5 km.

### Climat
Le climat est  océanique avec des étés tempérés.
D’une manière générale, le temps est assez sec et chaud pendant l’été, moyennement pluvieux en automne et en hiver avec des froids peu rigoureux.
La température moyenne est de 11 °C. Juillet est le mois le plus chaud (maximale absolue 40,8 °C en 1947). Janvier est le mois le plus froid  (minimale absolue –17,9 °C en 1985). 9 °C à peine sépare les moyennes minimales des moyennes maximales (cette séparation est de 6 °C en hiver et de 11 °C en été). L’amplitude thermique est de 15 °C.

## Histoire
Entre LIMONUM (Poitiers) et SANCIACUM (Sanxay), centres importants de l'installation romaine en Aquitaine, BENACIACUM (Benassay) forme un pont de passage privilégié sur la Boivre dans son cours supérieur (une source du château de l'Epinay recèle encore des soubassements gallo-romains).
Le pays est défriché sur l'initiative du féodal du chapitre de Saint-Hilaire de Poitiers qui reçoit d'Aliénor d'Aquitaine, le bénéfice des droits seigneuriaux attachés à la seigneurie de Benassay, seigneurs ou moines de Saint-Hilaire dotent chaque communauté d'un édifice pour le culte du type église fortifiée flanquée d'une grange dîmière.Une charte en latin datée 1187 cite la transaction établie entre le Chapître de St Hilaire et un nommé Jean de Fleuri( Johannes de Floriaco) au sujet de quelques dîmes dans la paroisse de Benassay. Cette charte a été relevée par Dom Fonteneau (Bibliothèque François-Mitterrand à Poitiers).
Construites aux XIe et XIIe siècles, les chapelles de Benassay (Saint-Hilaire) et de Nesdes (Saint-Mathieu) adoptent les traits élémentaires de l'art roman poitevin. Il faut cependant noter que les réfections, les pillages, les destructions ou les emprunts ont plus ou moins noyé l'édifice originel dans un ensemble de style composite.
Le développement urbain du village de Lavausseau, par l'extension de l'artisanat et des tanneries déséquilibre la démographie de cette commune rurale entraînant la revendication de responsabilités municipales. 
Par deux fois, le cadre administratif de 1789 éclate : 
- le 24 novembre 1819, la commune de Nesdes au sud, est rattachée à Benassay parce que non viable ;
- le 11 juillet 1868, le village de Lavausseau à l'est est détaché de l'ensemble précédemment formé et gagne son autonomie.

Village fondé par le chapitre de Saint-Hilaire le Grand au XIe siècle.
En 1944, pour fêter la Libération et le retour de la République, un arbre de la liberté est planté (un tilleul).
Un arrêté préfectoral portant création de la commune nouvelle de Boivre-la-Vallée est publié le 21 septembre 2018 et a pris acte le 1er janvier 2019. Cette commune est le résultat de la fusion entre Benassay et La Chapelle-Montreuil, Lavausseau et Montreuil-Bonnin.

## Politique et administration

### Liste des maires
| Période | Période | Identité       | Étiquette | Qualité |
| ------- | ------- | -------------- | --------- | --- |
| 1929    | 1965    | Henri Gallet   | MRP       | Avoué à la cour de Poitiers, nommé membre de la Commission administrative départementale en 1941 député de la Vienne (1946-1951)                  |
|         |         | Camille Bonnet |           | |
| 1983    | 2008    | Claude Bertaud | RPR-UMP   | Président du Conseil général de la Vienne (2008 → 2015) Conseiller général du Canton de Vouillé (1985 → 2015) Sénateur de la Vienne (2004 → 2005) |
| 2008    | 2013    | Samuel Evina   | SE        | Médecin généraliste |
| 2013    | 2020    | Rémy Guichard  | SE        | Retraité |

### Instances judiciaires et administratives
La commune relève du tribunal d'instance de Poitiers, du tribunal de grande instance de Poitiers, de la cour d'appel  Poitiers, du tribunal pour enfants de Poitiers, du conseil de prud'hommes de Poitiers, du tribunal de commerce de Poitiers, du tribunal administratif de Poitiers et de la cour administrative d'appel  de  Bordeaux, du tribunal des pensions de Poitiers, du tribunal des affaires de la Sécurité sociale de la Vienne, de la cour d’assises de la Vienne.

### Services publics
Les réformes successives de La Poste ont conduit à la fermeture de nombreux bureaux de poste ou à leur transformation en simple relais. Le service postal est maintenu en mairie de Boivre-la-vallée.

## Population et société

### Démographie
L'évolution du nombre d'habitants est connue à travers les recensements de la population effectués dans la commune depuis 1793. Pour les communes de moins de 10 000 habitants, une enquête de recensement portant sur toute la population est réalisée tous les cinq ans, les populations de référence des années intermédiaires étant quant à elles estimées par interpolation ou extrapolation. Pour la commune, le premier recensement exhaustif entrant dans le cadre du nouveau dispositif a été réalisé en 2007.

En 2016, la commune comptait 853 habitants, en évolution de −3,83 % par rapport à 2010 (Vienne : +0,6 %, France hors Mayotte : +2,11 %).
| 1793  | 1800  | 1806  | 1821  | 1831  | 1836  | 1841  | 1846  | 1851  |
| ----- | ----- | ----- | ----- | ----- | ----- | ----- | ----- | ----- |
| 1 357 | 1 177 | 1 177 | 1 918 | 2 000 | 2 022 | 1 972 | 2 017 | 2 107 |

| 1856  | 1861  | 1866  | 1872  | 1876  | 1881  | 1886  | 1891  | 1896  |
| ----- | ----- | ----- | ----- | ----- | ----- | ----- | ----- | ----- |
| 2 220 | 2 190 | 2 199 | 1 349 | 1 320 | 1 383 | 1 369 | 1 352 | 1 261 |

| 1901  | 1906  | 1911  | 1921  | 1926  | 1931  | 1936 | 1946  | 1954 |
| ----- | ----- | ----- | ----- | ----- | ----- | ---- | ----- | ---- |
| 1 175 | 1 178 | 1 130 | 1 069 | 1 066 | 1 010 | 994  | 1 014 | 970  |

| 1962 | 1968 | 1975 | 1982 | 1990 | 1999 | 2006 | 2007 | 2012 |
| ---- | ---- | ---- | ---- | ---- | ---- | ---- | ---- | ---- |
| 951  | 839  | 756  | 694  | 704  | 789  | 834  | 841  | 872  |

| 2016 | - | - | - | - | - | - | - | - |
| ---- | - | - | - | - | - | - | - | - |
| 853  | - | - | - | - | - | - | - | - |

En 2008, selon l'Insee, la densité de population de la commune était de 21 hab./km2, 61 hab./km2 pour le département, 68 hab./km2 pour la région Poitou-Charentes et 115 hab./km2 en France.

## Économie
Selon la direction régionale de l'Alimentation, de l'Agriculture et de la Forêt de Poitou-Charentes, il n'y a plus que 44 exploitations agricoles en 2010 contre 49 en 2000.
Les surfaces agricoles utilisées ont augmenté et sont passées de 3 749 hectares en 2000 à 4 105 hectares en 2010. 44 % sont destinées à la culture des céréales (blé tendre essentiellement mais aussi orges et maïs), 27 % pour les oléagineux (colza et tournesol), 1 % pour les protéagineux, 22 % pour le fourrage et 3 % reste en herbes. 
15 exploitations en 2010 (contre 25 en 2000) abritent un élevage de bovins (2 914 têtes en 2010 contre 1 955 têtes en 2000). C’est un des troupeaux de bovins les plus importants de la Vienne qui rassemblent 48 000 têtes en 2011.
15 exploitations en 2010 (contre 24 en 2000) abritent un élevage d'ovins (4 107 têtes en 2010 contre 7 271 têtes en 2000). Cette évolution est conforme à la tendance globale du département de la Vienne. En effet, le troupeau d’ovins, exclusivement destiné à la production de viande, a diminué de 43,7 % de 1990 à 2007. En 2011, le nombre de têtes dans le département de la Vienne était de 2 014 300.
L'élevage de chèvres a disparu en 2010 (314 têtes sur 3 fermes en 2000). Cette disparition est révélatrice de l’évolution qu’a connu, en région Poitou- Charente, cet élevage au cours des deux  dernières décennies: division par trois du nombre d’exploitations, augmentation des effectifs moyens par élevage (38 chèvres en 1988, 115 en 2000), division par 10 des chèvreries de  10 à 50 chèvres qui représentaient 50 % des troupeaux en 1988, et multiplication par 6 des élevages de plus de 200 chèvres qui regroupent, en 2000, 45 % du cheptel. Cette évolution des structures de production caprine a principalement pour origine la crise de surproduction laitière de 1990-1991 qui, en parallèle des mesures incitatives, a favorisé des départs d’éleveurs en préretraite et encouragé l’adaptation structurelle des élevages restant.

## Culture locale et patrimoine

### Lieux et monuments
- L'église de Nesde est inscrite comme monument historique depuis 1932 pour son élévation.
- Église Saint-Hilaire.
- Le lavoir.
- Le Petit Bois.
- Chemins de randonnée.

### Équipements culturels
- Bibliothèque.
- Studio de Virecourt avec salles de concerts et studio d'enregistrement de musique ; résidences d'artistes ; antenne du printemps de Bourges.
- Association le relais musical - festival Virevolte en été. Animations musicales et de spectacles tout au long de l'année.

### Sports
Football, pétanque, tir à l'arc et belote.
Football : E.S. Benassay (1961-2015). Depuis la saison 2015-2016 le club a fusionné avec celui de la Chapelle-Montreuil (FSCM) devenant ainsi le Sporting Club de la Boivre 2015. Le SCB nouvellement créé regroupe alors Benassay, La Chapelle-Montreuil, Lavausseau et Montreuil-Bonnin dans un même club.
Tir à l'arc : Virecourt Arc Nature.

### Personnalités liées à la commune
- Hilaire Ochier, avocat et officier des Palmes académiques.